# MacDonnellgambiet
Het MacDonnellgambiet is bij de opening van een schaakpartij een variant in het aangenomen koningsgambiet.
De beginzetten zijn 1.e4 e5 2.f4 ef 3.Pf3 g5 4.Lc4 g4 5.Pc3.
Het gambiet valt onder ECO-code C37.
Het is voor het eerst beproefd door George MacDonnell, die van 1830 tot 1899 leefde. Het gambiet wordt niet vaak gespeeld.